# آلکساندر ن. چوماکوف
آلکساندر ن. چوماکوف (روسی: Алекса́ндр Никола́евич Чумако́в؛ زادهٔ ۱ اکتبر ۱۹۵۰) فیلسوف اهل روسیه است.